# Bernhard Knauß
Bernhard Knauß, avstrijsko-slovenski alpski smučar, * 25. junij 1965, Schladming, Avstrija.
Knauß, ki je leta 1997 prestopil iz avstrijske v slovensko reprezentanco, je v svetovnem pokalu kot najboljšo uvrstitev dosegel dvanajsto mesto na veleslalomu v Val d'Iseru v sezoni 1997/98. Za Slovenijo je nastopil na Olimpijskih igrah 1998 v veleslalomu, ko je odstopil.  
Tudi njegov brat Hans je bil alpski smučar.